# Симанский, Александр Николаевич
Алекса́ндр Никола́евич Сима́нский (30 августа 1926 — 31 августа 2001) — передовик советского машиностроения, шлифовщик Ульяновского машиностроительного завода имени Володарского Министерства оборонной промышленности СССР, Герой Социалистического Труда (1966).

## Биография
Родился в 1926 году в селе Архангельское, ныне Чердаклинского района, Ульяновской области в крестьянской семье. После завершения обучения в сельской школе, в 1942 году, стал работать учеником шлифовщика инструментального цеха Ульяновского машиностроительного завода имени Володарского, специализирующему на выпуске патронов для нарезного оружия. В 1953 году стал членом КПСС.
В 1963 году являлся участником третьего слёта передовик движения за коммунистический труд.
Указом Президиума Верховного Совета СССР от 28 июля 1966 года за достижение высоких показателей в производстве и успехи в промышленности Александру Николаевичу Симанскому присвоено звание Героя Социалистического Труда с вручением ордена Ленина и медали «Серп и Молот».
Трудился на заводе до выхода на заслуженный отдых.
Проживал в городе Ульяновске (Нижняя Терраса). Умер 31 августа 2001 года. Похоронен на кладбище «Заволжье-2» Чердаклинского района Ульяновской области.

## Награды
За трудовые успехи был удостоен:
- золотая звезда «Серп и Молот» (28.07.1966)
- орден Ленина (28.07.1966)
- Медаль "За трудовую доблесть" (26.04.1963)
- другие медали.